# Заславський ґебіт
За́славський ґебі́т (нім. Kreisgebiet Saslaw «Заславська округа») — адміністративна одиниця Генеральної округи Волинь-Поділля Райхскомісаріату Україна під час німецької окупації Української РСР протягом Німецько-радянської війни. Адміністративним центром округи було місто Заслав.
Ґебіт утворено 1 вересня 1941 року на території Кам'янець-Подільської області. Формально існував до 1944 року. Охоплював територію чотирьох тодішніх районів Кам'янець-Подільської області: Заславського, Плужнянського, Ляховецького і Теофіпольського — та, відповідно, поділявся на чотири райони (нім. Rayons): Заслав (Rayon Saslaw), Плужне (Rayon Plushnoje), Ляхівці (Rayon Lachowzy) і Теофіполь (Rayon Teofipol), межі яких збігалися з тогочасним радянським адміністративним поділом. При цьому зберігалася структура адміністративних і господарських органів УРСР. Всі керівні посади в ґебіті обіймали німці, головним чином з числа тих, що не підлягали мобілізації до вермахту. Лише старостами районів і сіл призначалися місцеві жителі або фольксдойчі.